# 翟檀
翟檀（？—384年），十六國時期丁零部落首領之一，翟斌的弟弟。
383年，淝水之戰後，翟檀跟随兄长翟斌叛前秦，苻坚派慕容垂討伐。384年，翟斌擁護慕容垂為反秦盟主，慕容垂自称大将军、大都督、燕王，承制行事，建元燕元。以翟斌为建义大将军，封河南王；翟檀为柱国大将军、弘农王；慕容德为车骑大将军、范阳王；慕容楷为征西大将军、太原王，正式建立後燕。翟斌想要出任尚书令。慕容垂没有立即任命。翟斌不高兴，暗中与前秦苻丕通谋，让丁零人决开漳水的堤防，事泄，慕容垂将翟斌、翟檀及其弟翟敏处决。后来翟魏的领导者翟真、翟成、翟辽都是翟斌的侄子，但是史书没有记载他们是否是翟檀的儿子。